# Laemonema macronema
Laemonema macronema är en fiskart som beskrevs av Meléndez C. och Markle, 1997. Laemonema macronema ingår i släktet Laemonema och familjen Moridae. Inga underarter finns listade i Catalogue of Life.